# Texas World Speedway
O Texas World Speedway é um circuito oval localizado em College Station, Texas, Estados Unidos construído em 1967 e que encerrou suas atividades em 2017, com 2 milhas (3,2 km) de extensão com inclinação de até 22 graus e vários traçados mistos, o circuito é considerado irmão do Michigan International Speedway sendo construído na mesma época, recebeu corridas da NASCAR e IndyCar e entrou em decadência quando essas categorias moveram suas corridas para o Texas Motor Speedway. O circuito passou a sr usado para corridas de algumas categorias menores, depois como estacionamento de carros, teve danos severos em 2017 com o Furacão Harvey.